# NGC 7272
NGC 7272 (również PGC 68786 lub UGC 12028) – galaktyka spiralna z poprzeczką (SBa), znajdująca się w gwiazdozbiorze Pegaza. Odkrył ją Albert Marth 7 sierpnia 1864 roku.